# Формула лінзи
Фо́рмула лі́нзи — залежність між відстанню від предмета до оптичної лінзи {\displaystyle d}, відстанню від зображення до неї {\displaystyle f} та фокусною відстанню лінзи {\displaystyle F}.
Для тонкої лінзи
{\displaystyle {\frac {1}{f}}+{\frac {1}{d}}={\frac {1}{F}}}.
У разі, коли зображення уявне, відстань від лінзи до зображення вважають від'ємною.
Збільшення лінзи можна визначити за формулою
{\displaystyle M={\frac {F}{F-f}}}.
Для дійсних зображень {\displaystyle f>F}, а тому збільшення від'ємне — зображення перевернуте. При {\displaystyle d<F}, тобто коли предмет розташований ближче до збиральної лінзи, ніж фокусна відстань, зображення стає уявним. У розсіювальній лінзі зображення завжди уявне і зменшене.
Оптична сила лінзи — {\displaystyle D={\frac {1}{F}}}.
Збільшення лінзи — {\displaystyle \Gamma ={\frac {f}{d}}={\frac {H}{h}}}.